# Owenia acidula
Owenia acidula är en tvåhjärtbladig växtart som beskrevs av Ferdinand von Mueller. Owenia acidula ingår i släktet Owenia och familjen Meliaceae. Inga underarter finns listade i Catalogue of Life.